# Вентресс (Луїзіана)
Вентресс (англ. Ventress) — переписна місцевість (CDP) в США, в окрузі Пуант штату Луїзіана. Населення — 800 осіб (2020).

## Географія
Вентресс розташований за координатами 30°40′57″ пн. ш. 91°25′54″ зх. д. / 30.68250° пн. ш. 91.43167° зх. д. (30.682460, -91.431787).  За даними Бюро перепису населення США в 2010 році переписна місцевість мала площу 7,30 км², з яких 5,24 км² — суходіл та 2,06 км² — водойми.

## Демографія
Згідно з переписом 2010 року, у переписній місцевості мешкало 890 осіб у 395 домогосподарствах у складі 260 родин. Густота населення становила 122 особи/км².  Було 604 помешкання (83/км²).
Расовий склад населення:
| - 91,6 % — білих - 6,7 % — чорних або афроамериканців - 0,1 % — корінних американців |

До двох чи більше рас належало 1,1 %. Частка іспаномовних становила 2,7 % від усіх жителів.
За віковим діапазоном населення розподілялося таким чином: 19,2 % — особи молодші 18 років, 58,6 % — особи у віці 18—64 років, 22,2 % — особи у віці 65 років та старші. Медіана віку мешканця становила 48,0 року. На 100 осіб жіночої статі у переписній місцевості припадало 98,7 чоловіків;  на 100 жінок у віці від 18 років та старших — 100,8 чоловіків також старших 18 років.
Середній дохід на одне домашнє господарство  становив 60 991 долар США (медіана — 55 577), а середній дохід на одну сім'ю — 72 604 долари (медіана — 56 923). Медіана доходів становила 61 583 долари для чоловіків та 37 683 долари для жінок. За межею бідності перебувало 10,3 % осіб, у тому числі 0,0 % дітей у віці до 18 років та 14,8 % осіб у віці 65 років та старших.
Цивільне працевлаштоване населення становило 490 осіб. Основні галузі зайнятості: освіта, охорона здоров'я та соціальна допомога — 20,0 %, будівництво — 16,3 %, науковці, спеціалісти, менеджери — 12,2 %, фінанси, страхування та нерухомість — 11,4 %.